# Fazy Chevrela

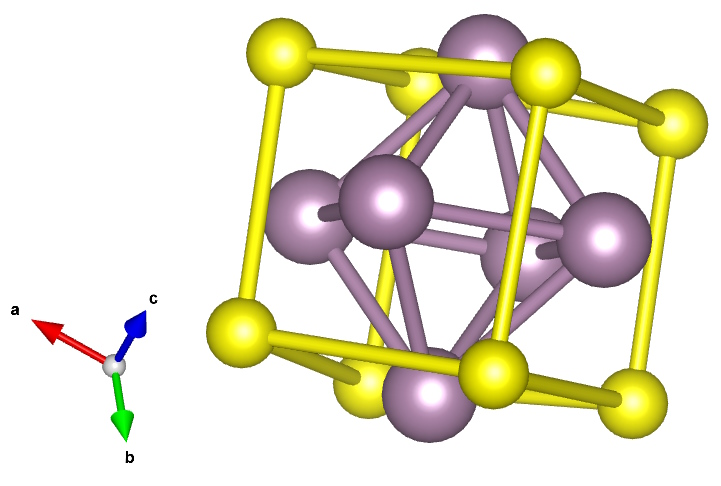
Struktura klastra Mo_{6}X_{8} (X = S, Se, Te), który jest podstawowym blokiem romboedrycznej struktury faz Chevrela

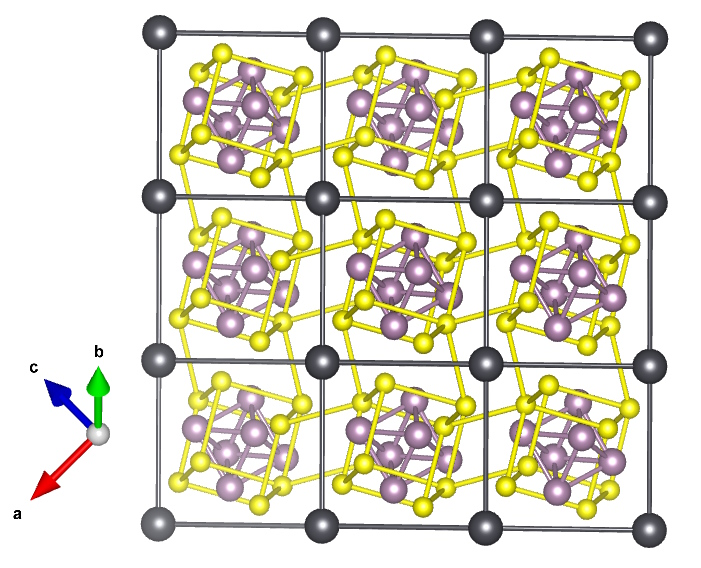
Struktura krystaliczna faz Chevrela MMo_{6}X_{8}. Atomy: M – czarne kule, Mo – fioletowe fule, X – żółte kule.

Fazy Chevrela (klastry Chevrela) – grupa związków chemicznych o ogólnym wzorze MxMo6X8, gdzie M może być jednym z ponad 25 różnych pierwiastków (metale alkaliczne, ziem alkalicznych, przejściowe, lantanowce i aktynowce), które są jedno-, dwu- lub trójwartościowe, x może wynosić od 1 do 4, a X jest zwykle jednym z chalkogenków (S, Se lub Te). Nazwa związków pochodzi od nazwiska naukowca Rogera Chevrela, który jako jeden z pierwszych otrzymał i opisał te związki w 1971 w Rennes we Francji. Obecne znanych jest ponad 160 różnych związków Chevrela. Fazy Chevrela otrzymuje się w procesie spiekania proszków prekursorów czystych pierwiastków w wysokich temperaturach (~1000 °C) np. w ampułkach kwarcowych. Fazy Chevrela są pierwszymi materiałami, w których odkryto występowanie nadprzewodnictwa i magnetyzmu jednocześnie.

## Struktura krystaliczna
Fazy Chevrel krystalizują w układzie trygonalnym w grupie przestrzennej R3 (nr 148). Komórka elementarna tych faza składa się z ciasno upakowanych 6 atomów molibdenu, które połączone są ze sobą wiązaniami metalicznymi. Odległości między tymi atomami wynoszą od 2,65 do 2,80 Å i są bardzo zbliżone do odległości atomów w czystym molibdenie (2,72 Å). Atomy molibdenu znajdują się wewnątrz lekko zdeformowanego sześcianu zbudowanego z 8 atomów chalkogenków (X = S, Se, Te). Razem tworzy to jednostkę Mo6X8, która jest podstawową wszystkich pozostałych faz Chevrela. Klastry Mo6X8 umieszczone są w strukturze zbudowanej z atomów M.

## Właściwości fizyczne
Cechą wspólną wszystkich faz Chevrela jest ich struktura krystaliczna. W zależności od składu chemicznego obserwuje się różne właściwości fizyczne:
- nadprzewodnictwo, wiele tych materiałów charakteryzuje się nadprzewodnictwem o stosunkowo wysokiej temperaturze krytycznej (np. TSC = 15 K dla PbMo6S8) oraz bardzo dużym polu krytycznym (60 T dla PbMo6S8)[5]. Ze względu na kruchość tych materiałów tworzenie przewodów nadprzewodzących jest problematyczne. Inne materiały o dobrych właściwościach nadprzewodzących: SnMo6S8.

- ferromagnetyzm, w fazach zawierających metale ziem rzadkich (RE) poza nadprzewodnictwem obserwuje się dalekozasięgowe uporządkowanie magnetyczne np. HoMo6S8 jest nadprzewodnikiem z TSC = 1,8 K, który następnie przechodzi do stanu normalnego i wykazuje uporządkowanie ferromagnetyczne w T = 0,7 K[6].

- właściwości termoelektryczne (zjawisko termoelektryczne) np. Zn2Mo6Se8[7], Cu4Mon6Sn8[8].

- przewodnictwo jonowe co pozwoliło wykorzystać te materiały jako elektrody do baterii magnezowych[9] lub baterii cynkowych (np. Zn2Mo6S8 do[10]).

## Najpopularniejsze przykłady faz Chevrela
Obecnie znanych jest ponad 160 różnych faz Chevrela, niektóre z nich to:
- Mo6S8, Mo6Se8, Mo6Te8,
- PbMo6S8, SnMo6S8, CaMo6S8,
- LaMo6S8, HoMo6S8,
- Zn2Mo6S8,
- Cu2Mo6Te8,
- Cu4Mon6Sn8,